# 17069 Adyantshankar
17069 Adyantshankar è un asteroide della fascia principale. Scoperto nel 1999, presenta un'orbita caratterizzata da un semiasse maggiore pari a 2,377559 UA e da un'eccentricità di 0,097948, inclinata di 6,705617° rispetto all'eclittica. Ha un diametro di 4,455 km.